# De Graeff
De Graeff, znana tudi kot Graeff, De Graef, Graef, De Graaff in De Graeff van Polsbroek, je nizozemska patricijska in aristokratska družina, ki obstaja še danes.

## Zgodovino
Družina naj bi izhajala iz avstrijskih gospodov Von Graben. Linije so tudi v Južni Afriki in v nemško govorečih državah, v Prusija in Avstriji (zunajzakonska linija). Vrhunec je družina dosegla v Amsterdamu in na Nizozemskem v 17. stoletju, v zlati dobi, ko jim je pametna taktika omogočila, da so postali ena najvplivnejših nizozemskih družin. Bogastvo De Graeffov je temeljilo na trgovini, njihova politična vpletenost pa je bila nekoliko v nasprotju s sodelovanjem z rodbino Orange-Nassau. S številnimi političnimi zakonskimi zvezami z družinami Boelens Loen, Bicker, Hooft in Johan de Witt so De Graeffovi lahko oblikovali amsterdamsko oligarhijo v 17. stoletju. Amsterdamska linija je nosila nazive visoko gospostvo Zuid-Polsbroeka, Purmerlanda in Ilpendama ter Visoko gospostvo Jaarsveld. V zlati dobi so bili člani družine De Graeff tudi pomembni meceni umetnosti (Rembrandt, Gerard ter Borch, Joost van den Vondel itd.).

## Osebnosti

### Nizozemske črte

#### Von Graben - družina De Graeff
- Wolfgang von Graben († 1521), gospod Kornberg, Marburg, gradski grof Saldenhofna, cesarski vojaški stotnik in svetovalec; oče Petra Graeffa
- Peter von Graben aka Pieter Graeff (* 1450 o inizio 1460), oče Jan Pietersz Graeffa

#### Amsterdamska linija
- Jan Pietersz Graeff (1512-1553), patricij in mestni svetnik Amsterdama
- Lenaert Jansz de Graeff (1525/30-1578), poveljnik nizozemskih odporniških (Wassergeusen) borcev v 80-letni vojni proti Španiji
- Dirk Jansz Graeff (1532-1589), gospodar Vredenhofa in Valkenburg, župan Amsterdama
- Jacob Dircksz de Graeff (1570-1638), gospod visokega gospostva Zuid-Polsbroek, župan in regent Amsterdama, uradnik
- Pieter Dircksz Graeff (1573–1645), gospod Engelenburg
- Cornelis de Graeff (1599-1664), gospod visokega gospostva Zuid-Polsbroek, župan in regent Amsterdama, diplomat, uradnik
- Agneta de Graeff van Polsbroek (1603-1656), tašča Johana de Witta
- Andries de Graeff (1611-1678), gospodar Vredenhofa, Urk in Emmeloord, župan in regent Amsterdama, uradnik
- Pieter de Graeff (1638-1707), gospodar visokega gospostva Zuid-Polsbroek, Purmerland in Ilpendam, regent Amsterdama, zaupnik Johana de Witta
- Jacob de Graeff (1642-1690), gospodar visokega gospostva Purmerland in Ilpendam, patricij in mestni svetnik Amsterdama
- Johan de Graeff (1673–1714), gospod visokega gospostva Zuid-Polsbroek, patricij in mestni svetnik Amsterdama
- Gerrit de Graeff (1711-1752), gospodar visokega gospostva Zuid-Polsbroek, Purmerland in Ilpendam, patricij in mestni svetnik Amsterdama
- Gerrit de Graeff (1741-1811), gospodar visokega gospostva Zuid-Polsbroek, Purmerland in Ilpendam, patricij in mestni svetnik Amsterdama
- Gerrit de Graeff (1766-1814), gospodar visokega gospostva Zuid-Polsbroek, Purmerland in Ilpendam, patricij in mestni svetnik Amsterdama
- Gerrit de Graeff (1797-1870), gospodar visokega gospostva Zuid-Polsbroek, Purmerland in Ilpendam, patricij in mestni svetnik Amsterdama

#### Haaška linija
- Dirk de Graeff van Polsbroek (1833-1916), diplomat
- Andries Cornelis Dirk de Graeff (1872-1957), zunanji minister, generalni guverner Nizozemske vzhodne Indije

#### Alblasserdamska linija
- Albert Claesz de Graeff (* ~1620), nizozemski kontraadmiral (Schout-bij-nacht)

### Pruska linija
- Gérard Hendrik Reinardus de Graaff (1853–1917), pruski generalmajor
- Henri (Heinrich) de Graaff (1857–1924), pruski generalpodpolkovnik v prvi svetovni vojni

### Avstrijska linija (zunajzakonska)
- Helmuth Gräff (* 1958), akademski slikar
- Matthias Laurenz Gräff (* 1984), akademski slikar, politik

## Družinsko združenje
Globalno aktivno družinsko združenje "Familienverband Gräff-Graeff e.V." obstaja za različne družine Graeff od leta 2013. Družinsko društvo je bilo ustanovljeno kot registrirano društvo v Avstriji. Predsednik je Matthias Laurenz Gräff iz Avstrije. Predsedstva in upravljanja družinske enote ne smemo zamenjevati z vlogo glave celotne družine in njenih različnih vej.
| Predsednik                      | Slika | Grb | Država   | Začeti | Konec |
| ------------------------------- | ----- | --- | -------- | ------ | ----- |
| Matthias Laurenz Gräff (* 1984) |       |     | Avstrija | 2013   | /     |